# Elisabeth of Bohemia Prize
Der Elisabeth of Bohemia Prize (Elisabeth-von-Böhmen-Preis) ist ein Preis, der vergeben wird, um die Leistungen von Philosophinnen in der Geschichte der Philosophie zu würdigen. Gestiftet wurde der Preis von Ulrike Detmers, Professorin für Wirtschaft an der Fachhochschule Bielefeld. Der international ausgelobte Preis ist mit 3000 € dotiert. Er wird jedes Jahr in Kooperation mit dem Center for the History of Women Philosophers and Scientists unter der Leitung von Ruth Hagengruber vergeben. Namensgeberin ist Elisabeth von Böhmen, auch bekannt als Elisabeth von der Pfalz.

## Preisverleihungen

### 2018
Erste Preisträgerin  war 2018 Lisa Shapiro (Simon Fraser University, Kanada). Der Preis wurde ihr während der Konferenz Elisabeth of Bohemia - Life and Legacy zum 400. Jubiläum von Elisabeth von Böhmen für ihre kommentierte englische Ausgabe des Briefwechsels zwischen René Descartes und Elisabeth von Böhmen überreicht.
Das Preiskomitee bildeten Ruth Hagengruber (Universität Paderborn), Sarah Hutton (University of York), Dominik Perler (Humboldt-Universität Berlin) und Ulrike Detmers (Fachhochschule Bielefeld).

### 2019
Preisträgerin 2019 wurde Mary Ellen Waithe, Cleveland State University, „für ihr herausragendes Werk zur Erschließung der Geschichte der Philosophinnen“ A History of Women Philosophers. Mary Ellen Waithe ist Herausgeberin der Encyclopedia of Concise Concepts by Women Philosophers und der Springer-Buchreihe Women in the History of Philosophy and Science.
Das Komitee bestand aus Ruth Hagengruber, Sarah Hutton, Sabrina Ebbersmeyer (Universität Kopenhagen), Herta Nagl-Docekal (Universität Wien), Ulrike Detmers.

### 2021
Die Preisvergabe 2020 war durch die COVID-19-Pandemie auf das Jahr 2021 verzögert worden.
Ausgezeichnet wurden einerseits symbolisch die Gründerinnen der International Association of Women Philosophers, andererseits mit dem Preisgeld die brasilianische Professorin Mitieli Seixas da Silva für ihre Arbeiten zur Geschichte von Philosophinnen in Brasilien.
Das Preiskomitee bestand aus Ulrike Detmers, Ruth Hagengruber, Mary Ellen Waithe (Cleveland State University), der Preisträgerin von 2019, und Gianenrico Paganini (Universität Ostpiemont).

### 2022
Die Preisträgerin des Jahres 2022 war Sarah Hutton.
Das Preiskomitee bestand aus Ulrike Detmers, Ruth Hagengruber, Mary Ellen Waithe, Gianni Paganini und Michael Beaney.

### 2023
Die Preisträgerin des Jahres 2023 war Laura Aurora Benítez Grobet.

### 2024
- Marie Pauline Eboh (Stiftungspreis, 3000 €)
- Concha Roldán Panadero (Preis für das Lebenswerk)

### 2025
Preisträgerin ist Keiko Kawashima (Stiftungspreis, 3000 €). Zum Preiskomitee gehörte neben Detmers und Hagengruber auch Yuko Murakami von der Universität Rikkyo.